# Most Wanted (álbum)
Most Wanted es el primer álbum recopilatorio de la cantante pop Hilary Duff, lanzado el 16 de agosto de 2005 en los Estados Unidos. Después de su lanzamiento, "Most Wanted" recibió sobre todo revisiones negativas de los críticos, quienes consideran que la publicación fue prematura, indicando que Duff no tenía material suficiente como para justificar una recopilación. Hasta el momento, el álbum ha vendido más de 3 millones de copias mundialmente.

## Información del álbum
Most Wanted es el primer álbum recopilatorio de Duff; contiene canciones de sus anteriores materiales discográficos, Metamorphosis (2003) y Hilary Duff (2004). Varias de ellas fueron remezcladas para llevarlas a un estilo más Pop Rock, además de contener cuatro canciones inéditas escritas por Duff y los hermanos Benji y Joel Madden.
Most Wanted está disponible en dos versiones: la versión estándar y la edición coleccionista. Esta última contiene la canción Supergirl, excluida de la edición estándar, además de nuevas remezclas. 
"Girl Can Rock" y Our Lips Are Sealed fueron incluidas, ya que esas pistas solo estaban disponibles en la banda sonora de la película A Cinderella Story (aunque Girl Can Rock estaba incluida como un tema extra en la edición mexicana de Metamorphosis).

## Comercial
Most Wanted debutó en el número 1 del Billboard 200, vendiendo 208 000 unidades en la primera semana de su lanzamiento, y se mantuvo hasta la siguiente semana en esa posición con 101 000 copias. A los dos meses de su lanzamiento, el álbum cayó en ventas debido a la poca promoción que tuvo desde el lanzamiento de su primer sencillo "Wake Up". Most Wanted también ha logrado vender más de  millón y medio de copias hasta la fecha en los Estados Unidos. 
El álbum fue certificado con disco de platino (+1 millón) por parte de la RIAA en Estados Unidos. De igual manera, llegó a la primera posición en Canadá durante dos semanas, donde recibió disco de doble Platino por la CRIA por más de 200 000 unidades vendidas del álbum en dicho país. En Asia vendió 100 000 unidades y fue certificado de Oro; en Australia, el álbum debutó en el puesto 3, y en diciembre de 2005, fue certificado con disco de platino, por más de 70 000 álbumes vendidos en el país australiano. Mientras que en el Reino Unido alcanzó la posición 31 y recibió certificado con disco de oro en enero de 2006 por la BPI por más de 100 000 unidades vendidas en dicho país, en Italia vendió más de 110 000 copias, alcanzó la posición 6 en su debut y fue certificado en el 2006 con disco de platino. Así mismo, en España, superó 20 000 unidades vendidas, obteniendo disco de oro en dicho país. En Venezuela el álbum vendió 15 000 unidades y se certificó Disco de oro, en México logró vender poco más de 100 000 unidades.

## Sencillo
El primer sencillo del álbum es "Wake Up", lanzado a mediados del verano de 2005. En Estados Unidos, el sencillo debutó en el lugar 29 dentro del Billboard Hot 100, siendo ésta la más alta posición de un sencillo de Duff en el Hot 100 en Estados Unidos(hasta ese momento, ya que With Love superó ese récord). Wake Up también llegó a la posición número cuatro en el Top 100 de descargas digitales en los EE. UU, y en la posición 22 en el Billboard Pop 100. Recibió disco de oro en EE. UU. por la RIAA, por las más de 100 000 unidades vendidas del sencillo en dicho país. En el Reino Unido llegó a la séptima posición ventas de sencillos en CD. El videoclip debutó en el n.º 7 en el programa de MTV TRL, avanzó hasta la primera posición y se mantuvo durante tres días; cumplió 50 días dentro del conteo y se envió al retiro. 
El segundo sencillo de Most Wanted es "Beat of My Heart". En México, el sencillo enarboló la primera posición, mientras que obtuvo éxito en Australia en la posición 13; en Italia, el sencillo fue exitoso en popularidad, donde conquistó la octava posición de ventas de sencillos en ese país. El videoclip tuvo un éxito discreto en MTV TRL, debutando en la posición n.º 3. Avanzó hasta la primera posición y al cumplir 20 días, sale del programa. Beat of My Heart fue un gran hit en Asia, donde logró ganancias que superaron los 3 millones de dólares. En 2006, "Fly" es relanzado como sencillo en el Reino Unido, donde se posiciona en el número nº17, mientras que en Italia conquista el puesto nº13 y en Irlanda el número nº10.
En febrero de 2006 se lanzó en iTunes la canción Supergirl únicamente como descarga digital y se promociona en algunas estaciones de radio estadounidenses.

## Crítica
Stephen Thomas Erlewine de Allmusic dio una revisión mixta de Most Wanted, afirmando que "fans incondicionales serán duramente presionados por una razón para añadir este a su colección" y que las nuevas canciones "Wake Up", "Beat of My Heart" y "Break My Heart" suenan un poco como las sobras. Aunque escribió que Most Wanted "no es un tremendo disco de cualquier manera, no es especialmente buena, ya que dos discos de pop de Duff [ Metamorfosis (2003) y Hilary Duff (2004)] tienen personalidades distintivas que no necesariamente malla junto [...], y son tanto más divertido que esto. Bill Lamb de About.com observó que las tres nuevas canciones "parecen estar haciendo tiempo en vez de encontrar una nueva dirección ", pero dijo que" [la ] restante mayor parte de esta colección es fuerte. " Anthony Miccio, desde el Baltimore City Paper, escribió que el álbum "no significa el cierre de una breve carrera", pero está destinado a satisfacer a un público que no lo hará escandalizado por la oportunidad de comprar sus canciones favoritas una y otra vez. se observó que la voz de Duff no era lo suficientemente fuerte y declaró que los" temas de rock son sorprendentemente lento." Talia Kraines de BBC Music comentó que" ... no hay nada suficiente aquí como para justificar una compra si ya es el dueño de su catálogo. Pero si después de su primer contacto con la música pop con sabor a Duff para escuchar en el fondo como usted hace su tarea, a continuación, este disco no puede hacer ningún daño. "

## Lista de canciones
| Most Wanted |                                         |                                                               |          |  |
| N.º         | Título                                  | Escritor(es)                                                  | Duración |  |
| 1.          | «Wake Up»                               | Dead Executives, Hilary Duff                                  | 3:38     |  |
| 2.          | «The Getaway»                           | Julian Bunetta, James Michael                                 | 3:37     |  |
| 3.          | «Beat of My Heart»                      | Dead Executives, Hilary Duff                                  | 3:09     |  |
| 4.          | «Come Clean» (Remix 2005)               | Kara DioGuardi, John Shanks                                   | 3:44     |  |
| 5.          | «Mr. James Dean»                        | Hilary Duff, Haylie Duff, Kevin De Clue                       | 3:28     |  |
| 6.          | «So Yesterday»                          | Lauren Christy, Scott Spock, Graham Edwards, Charlie Midnight | 3:35     |  |
| 7.          | «Metamorphosis»                         | Duff, Midnight, Chico Bennett, Recke                          | 3:28     |  |
| 8.          | «Rock This World» (Remix 2005)          | Midnight, Denny Weston, Jr., Ty Stevens, Duff                 | 3:58     |  |
| 9.          | «Break My Heart»                        | Dead Executives, Hilary Duff                                  | 3:21     |  |
| 10.         | «Fly»                                   | DioGuardi, Shanks                                             | 3:43     |  |
| 11.         | «Girl Can Rock» (Remix 2005)            | Midnight, Weston, Jr.                                         | 3:37     |  |
| 12.         | «Our Lips Are Sealed» (ft. Haylie Duff) | Jane Wiedlin, Terence Hall                                    | 2:40     |  |
| 13.         | «Why Not» (Remix 2005)                  | Midnight, Matthew Gerrard                                     | 2:59     |  |
| 48:58       |                                         |                                                               |          |  |

| Bonus track exclusivo de Target |                                  |                    |          |  |
| N.º                             | Título                           | Escritor(es)       | Duración |  |
| 14.                             | «Do You Want Me?» (Sessions@AOL) | Gerrard, DioGuardi | 3:45     |  |

| Most Wanted edición estándar |                                         |                                                               |          |  |
| N.º                          | Título                                  | Escritor(es)                                                  | Duración |  |
| 1.                           | «Wake Up»                               | Dead Executives, Hilary Duff                                  | 3:38     |  |
| 2.                           | «Beat of My Heart»                      | Dead Executives, Hilary Duff                                  | 3:09     |  |
| 3.                           | «Break My Heart»                        | Dead Executives, Hilary Duff                                  | 3:21     |  |
| 4.                           | «Why Not» (Remix 2005)                  | Midnight, Matthew Gerrard                                     | 2:59     |  |
| 5.                           | «So Yesterday»                          | Lauren Christy, Scott Spock, Graham Edwards, Charlie Midnight | 3:35     |  |
| 6.                           | «Come Clean» (Remix 2005)               | Kara DioGuardi, John Shanks                                   | 3:44     |  |
| 7.                           | «Party Up» (Remix 2005)                 | Ashley Hamilton, Taylor Rhodes, Meredith Brooks               | 3:56     |  |
| 8.                           | «Our Lips Are Sealed» (ft. Haylie Duff) | Jane Wiedlin, Terence Hall                                    | 2:40     |  |
| 9.                           | «Fly»                                   | DioGuardi, Shanks                                             | 3:43     |  |
| 10.                          | «Someone's Watching Over Me»            | DioGuardi, Shanks                                             | 4:11     |  |
| 11.                          | «Girl Can Rock» (Remix 2005)            | Midnight, Weston, Jr.                                         | 3:37     |  |
| 12.                          | «Rock This World» (Remix 2005)          | Midnight, Denny Weston, Jr., Ty Stevens, Duff                 | 3:58     |  |
| 13.                          | «Supergirl»                             | DioGuardi, Greg Wells                                         | 2:53     |  |

- The Collector's Signature Edition

| Most Wanted — The Collector's Signature Edition |                                         |                                                               |          |  |
| N.º                                             | Título                                  | Escritor(es)                                                  | Duración |  |
| 1.                                              | «Wake Up»                               | Dead Executives, Hilary Duff                                  | 3:38     |  |
| 2.                                              | «The Getaway»                           | Julian Bunetta, James Michael                                 | 3:37     |  |
| 3.                                              | «Beat of My Heart»                      | Dead Executives, Hilary Duff                                  | 3:09     |  |
| 4.                                              | «Come Clean» (Remix 2005)               | Kara DioGuardi, John Shanks                                   | 3:44     |  |
| 5.                                              | «Who's That Girl?» (Versión acústica)   | Midnight, Desmond Child, Andreas Carlsson                     | 3:26     |  |
| 6.                                              | «Mr. James Dean»                        | Hilary Duff, Haylie Duff, Kevin De Clue                       | 3:28     |  |
| 7.                                              | «So Yesterday»                          | Lauren Christy, Scott Spock, Graham Edwards, Charlie Midnight | 3:35     |  |
| 8.                                              | «Metamorphosis»                         | Duff, Midnight, Chico Bennett, Recke                          | 3:28     |  |
| 9.                                              | «Rock This World» (Remix 2005)          | Midnight, Denny Weston, Jr., Ty Stevens, Duff                 | 3:58     |  |
| 10.                                             | «Break My Heart»                        | Dead Executives, Hilary Duff                                  | 3:21     |  |
| 11.                                             | «Jericho» (Remix 2005)                  | Midnight, Bennett                                             | 3:50     |  |
| 12.                                             | «Fly»                                   | DioGuardi, Shanks                                             | 3:43     |  |
| 13.                                             | «Supergirl»                             | DioGuardi, Greg Wells                                         | 2:53     |  |
| 14.                                             | «Party Up» (Remix 2005)                 | Ashley Hamilton, Taylor Rhodes, Meredith Brooks               | 3:56     |  |
| 15.                                             | «Girl Can Rock» (Remix 2005)            | Midnight, Weston, Jr.                                         | 3:37     |  |
| 16.                                             | «Our Lips Are Sealed» (ft. Haylie Duff) | Jane Wiedlin, Terence Hall                                    | 2:40     |  |
| 17.                                             | «Why Not» (Remix 2005)                  | Midnight, Matthew Gerrard                                     | 2:59     |  |

| Bonus Tracks |                                  |                              |          |  |
| N.º          | Título                           | Escritor(es)                 | Duración |  |
| 18.          | «Wake Up» (DJ Kaya Long-T Remix) | Dead Executives, Hilary Duff | 5:31     |  |
| 19.          | «Wake Up» (DJ Kaya Dance Remix)  | Dead Executives, Hilary Duff | 4:12     |  |

## Trayectoria en las listas
| Posición | 1 | 1 | 8 | 9 | 20 | 23 | 27 | 27 | 38 | 47 | 48 | 52 | 45 | 32 | 32 | 30 | 29 | 34 | 36 | 49 |

| Posición | 53 | 62 | 67 | 78 | 85 | 97 | 115 | 112 | 134 | 143 | 141 | 154 | 176 | 195 | 135 |

## Posicionamiento
| Listas (2005)                    | Mejor posición |
| -------------------------------- | -------------- |
| Argentina (Argentine Top 70)     | 19             |
| Australia (ARIA Charts)          | 3              |
| Brasil (Brazilian Albums Chart)  | 40             |
| Canadá (Billboard)               | 1              |
| Austria (Ö3 Austria Top 40)      | 72             |
| Japón (Oricon Albums)            | 3              |
| Irlanda (IRMA)                   | 8              |
| Italia (FIMI)                    | 6              |
| México (AMPROFON)                | 9              |
| Países Bajos (MegaCharts)        | 51             |
| Nueva Zelanda (RIANZ)            | 10             |
| Suiza (Swiss Hitparade)          | 69             |
| República de China (Gaon Charts) | 2              |
| España (PROMUSICAE)              | 43             |
| Reino Unido (UK Albums Chart)    | 31             |
| Estados Unidos (Billboard 200)   | 1              |
| Venezuela (Record Report)        | 7              |